# Famille d'Albon (Lyonnais)
Pour les articles homonymes, voir Familles d'Albon et Albon (homonymie).

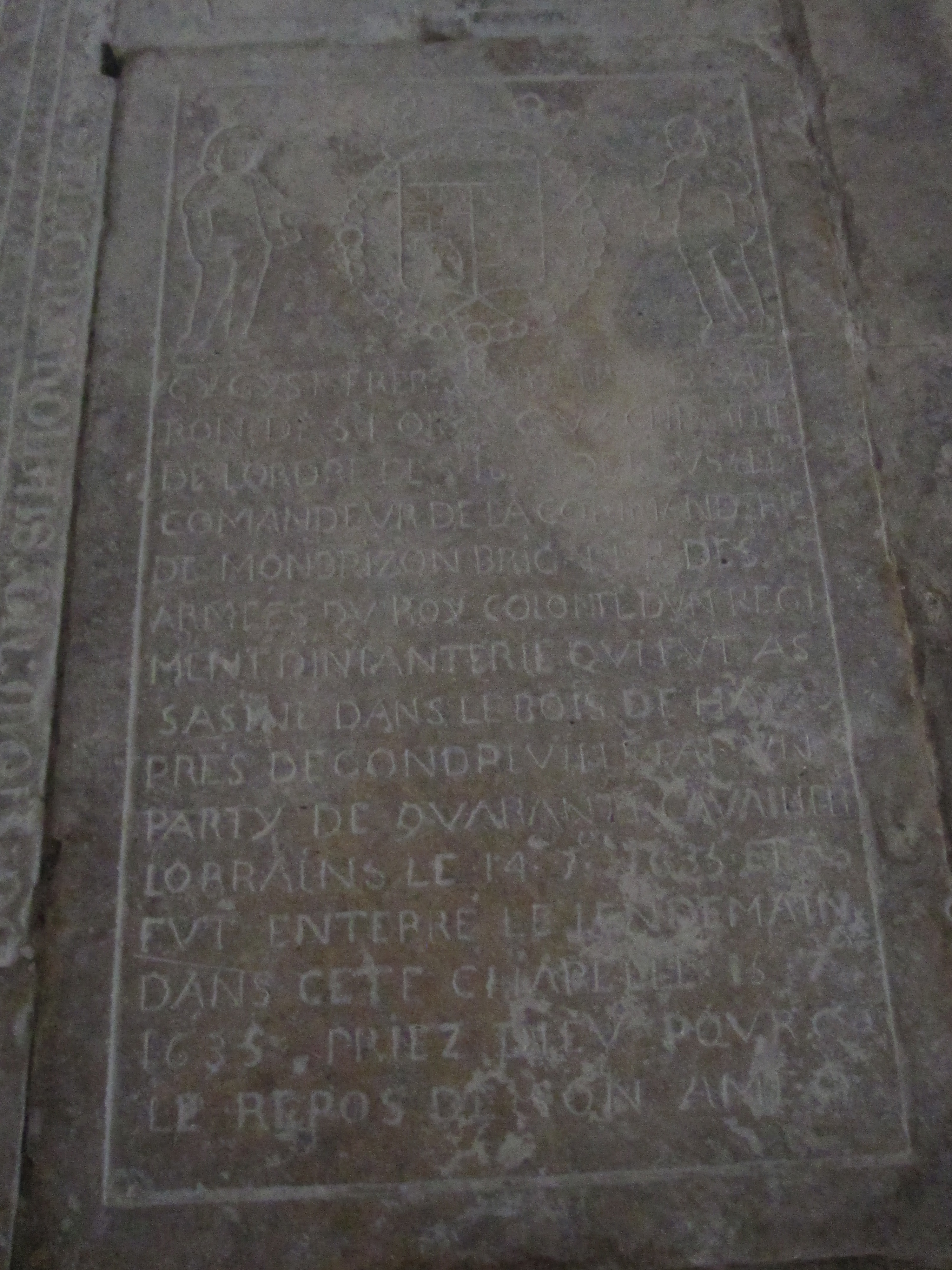
Tombe de Bertrand d'Albon à Toul

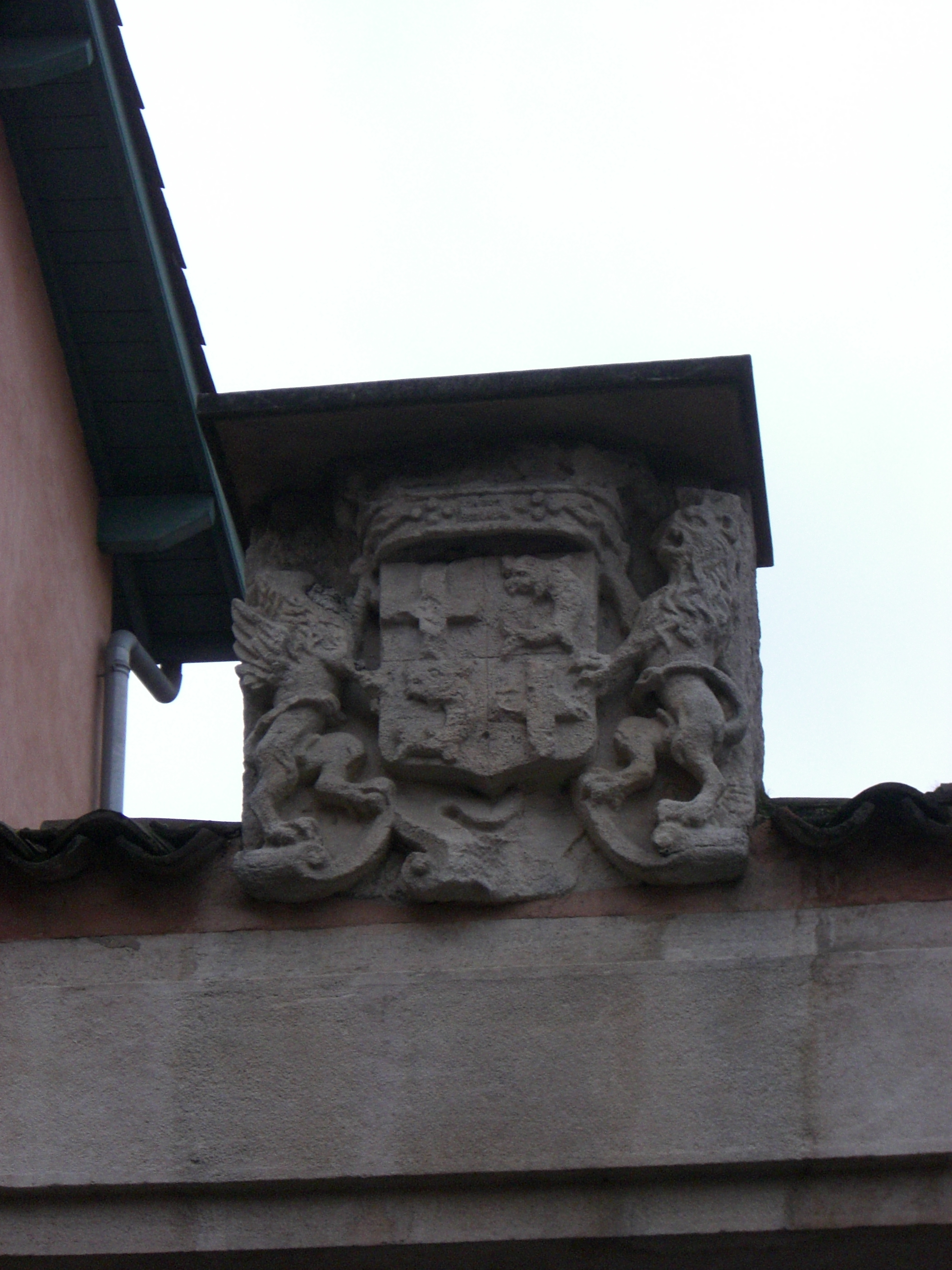
Détail du porche et des armes des d'Albon sur la "maison d'Albon" d'Albigny-sur-Saône

La famille d'Albon est une famille noble française d'origine urbaine médiévale, qui a accédé à la noblesse en 1288 à Lyon. Elle s'est éteinte en ligne masculine en 2015. Elle ne doit pas être confondue avec la maison d'Albon, dauphins du Viennois.

## Histoire
Rivoire de La Bâtie indique qu'entre les dauphins du Viennois, comtes d'Albon, et la famille d'Albon, originaire de Lyon, il n'y a pas de preuves de rattachement. Pour sa part, Gustave Chaix d'Est-Ange considère que « tout laisse à penser » qu'elle tirait son origine de la maison d'Albon dauphinoise et il ajoute qu'elle était la plus ancienne et la plus illustre du Lyonnais.
La famille d'Albon remonte sa filiation suivie à André d'Albon, « simple citoyen » en 1265 et qui prit part en 1269 à la lutte des bourgeois contre l'Église. Il n'appartenait pas à la noblesse mais il s'agrégea à celle-ci « à la fin de sa vie par l'acquisition du petit fief de Curis, près de Lyon », en 1288. Selon Arnaud Clément (2024), cette famille prouve sa filiation noble à partir de 1288.
André d'Albon laissa plusieurs fils, entre autres :
- Guy d'Albon (le prénom Guy était un prénom porté dans la maison d'Albon), chevalier, seigneur de Curis, de Saint-Forgeux, de Saint-Romain-de-Popey, marié en 1289 à Marguerite d'Oingt, qui continua la lignée[4],[5] ;
- Guillaume d'Albon, marié en 1289 à Éléonore d'Oing, qui fut l'auteur de la branche des seigneurs de Bagnols, fondue en 1454 dans la famille de Balzac[4] ;
- Henri d'Albon, seigneur de Pollionay par acquisition de 1293, qui posséda quelque temps une boutique ou atelier sur le pont de la Saône, à Lyon, et dont la descendance s'éteignit dans les premières années du XVe siècle[4].

La descendance de Guy d'Albon s'est divisée au XVe siècle en deux branches :
- celle de Saint-André, éteinte au XVIe siècle[5]
- celle de Saint-Forgeux et Saint-Marcel, qui s'est divisée par la suite en deux rameaux :
  - celui des marquis de Saint-Forgeux, éteints au début du XVIIIe siècle[5]
  - celui des seigneurs de Saint-Marcel qui s'éteint en 2015 en ligne masculine avec André, 6e marquis d’Albon (1923-2015)[6], marié en 1967 à Thérèse Guyon, d’où 2 filles : Marie (1969), épouse Convers, et Claude (1971). Cette branche acquit en 1555 le château d'Avauges à Saint-Romain-de-Popey qui est aujourd'hui la propriété de la descendance en ligne féminine du dernier marquis d'Albon mort en 2015[7].

## Personnalités
- Jean d'Albon de Saint-André (1472-1547), gouverneur du Lyonnais.
- Jacques d'Albon de Saint-André (vers 1512 - 1562), fils du précédent, gouverneur du Lyonnais, maréchal de France en 1547.
- Antoine Ier d'Albon (1508 - 1573), archevêque d'Arles, puis de Lyon.
- Julie de Lespinasse (1732-1776), salonnière et épistolière française, fille illégitime de Julie d'Albon, princesse d'Yvetot et marquise de Saint-Forgeux.
- André d'Albon (1760-1834), maire de Lyon (1813), maire de Saint-Romain-de-Popey, baron de l'Empire (1814), maréchal des camps des armées du Roi (1815), marquis d'Albon (1820), pair de France (1827).
- André d'Albon (1866-1912), marquis, historien.

- 26 chanoines-comtes, au sein du Chapitre de Saint-Jean de Lyon, entre les XIV et XVI siècles[8].

## Armes
- De sable à une croix d'or[2],[9]
- Écartelé : aux 1 et 4, de sable à une croix d'or, qui est d'Albon ; aux 2 et 3, d'or au dauphin d'azur posé en pal, allumé, langué, crété, barbé, oreillé, peautré lorré de gueules, qui sont des dauphins du Viennois[3],[5].

L'auteur de l'Armorial du Dauphiné souligne toutefois qu'« Admettant trop légèrement la version de Guillaume Paradin, plusieurs auteurs écartèlent les armes d'Albon de celles du Dauphiné, sans qu'il soit possible de justifier cette prétention ». 
- Supports : deux lions couronnés à l'antique[3]
- Cimier : Une tête de chien[3]
- Devise : A Cruce Victoria[3],[5] (traduction La victoire vient de la croix)

Gustave de Rivoire de La Bâtie indique que la branche de Saint-André brisait d'un lambel de trois pendants de gueules et que celle des seigneurs de Chatillon et de Bagnols possédait une cotice raccourcie finissant au cœur de la croix.

Famille d'Albon.
Branche d’Albon de Saint-André.
Marquis d'Albon et pairs de France (sous la Restauration).

## Titres
- Baron de l'Empire en 1814[1].
- Marquis d'Albon, lettres patentes du 11 juillet 1820[10].
- admise deux fois aux honneurs de la Cour (en 1772 et 1786)[1].

## Alliances
Principales alliances de la famille : de Talaru (1384), de la Palisse (1437), de Montmorin (1476), de Saint-Chamond (1500), de Chalus (1544), d'Apchon, de Rivoire, de Foudras (1607), de Sassenage, de la Guiche, de Vichy-Chamrond, de Damas-Thianges, d'Amanzé, de la Baume-Suze, de Digoine, d'Espinchal, de Castellane (1772), de Viennois (1803), Duval (1830), Imbert de Balorre (1833), de Nettancourt (1891), de Bourbon-Lignières (1919), Guyon (1967), Convers.